# Cocteau Twins
I Cocteau Twins sono stati un gruppo musicale britannico formatosi nel 1980 nella cittadina di Grangemouth, in Scozia, Regno Unito, e noto per essere stato l'iniziatore del dream pop e dell'ethereal wave. I membri originari erano Elizabeth Fraser (voce), Robin Guthrie (chitarra, drum machine), e Will Heggie, che verrà successivamente rimpiazzato dal poli-strumentista Simon Raymonde.
Sebbene la formazione abbia ricevuto molteplici riconoscimenti favorevoli da parte della critica (la rivista musicale Q ha assegnato loro un premio come band tra le più ispiranti di tutti i tempi), fu Elizabeth Fraser il membro che ottenne l'attenzione maggiore. La sua voce, a volte difficile da decifrare, risente l'influenza della glossolalia. Il recensore di AllMusic Ned Raggett descrisse la sua voce in questo modo: "parte del suo fascino è dovuta al modo in cui crea testi difficili da interpretare e così emotivamente affascinanti".

## Storia

### I primi anni
Robin Guthrie e Will Heggie, entrambi di Grangemouth (Scozia), formarono il gruppo nel 1980. In una discoteca locale chiamata "Nash" i due incontrarono Elizabeth Fraser, che scelsero come cantante. Inizialmente la band fu influenzata dai Joy Division, dai Birthday Party, dai Sex Pistols e da Siouxsie and the Banshees.
Il nome Cocteau Twins fu scelto in onore di una canzone omonima del gruppo dei conterranei Johnny and the Self-Abusers (che in seguito cambieranno il loro nome nel più conosciuto Simple Minds e la stessa canzone fu rinominata No Cure).
Guthrie e soci pubblicarono il primo album, Garlands, nel 1982, con l'etichetta 4AD. Il disco riscosse un successo immediato, anche se ancora legato alla musica gotica e pomposa dei gruppi di riferimento, e venne seguito presto dall'uscita di Lullabies, il loro primo EP. Con questi due lavori nacque il dream pop, che in futuro sarà spesso indicato come il catalizzatore creativo di generi come il trip hop e il post-rock.
Anche se l'intera band veniva acclamata nelle varie performance, Elizabeth Fraser richiamava un'attenzione particolare. I testi da lei scritti erano apparentemente indecifrabili, del tutto liberi da qualsiasi regola grammaticale, spaziando dalla glossolalia alla mouth music. Usava "riciclare" frasi di alcune sue canzoni per usarle come titoli di altre, così come quello di enfatizzare le sillabe a tal punto da cambiare totalmente il loro suono, con lo scopo di trasmettere il più possibile le proprie emozioni. Di conseguenza le parole perdevano totalmente di importanza, lasciando spazio esclusivamente al suono, espressione di sentimenti e di emozioni personali. Un'altra peculiarità era che molte canzoni del gruppo hanno come titolo nomi di farfalle; il testo di una di queste, Melonella, è costituito interamente dai nomi scientifici di farfalle. Il critico del sito web AllMusic, Ned Raggett, afferma che "il suo fascino consiste proprio nella sua capacità di suscitare emozioni attraverso testi così ermetici".

### Gli anni '80
Will Heggie abbandonò il gruppo dopo il tour che seguì alla pubblicazione del secondo EP della band, Peppermint Pig, pubblicato nel 1983, unendosi ai Lowlife. Il sound della band, almeno nei primi tre dischi, è costituito dalle linee di basso di Heggie, la chitarra minimalista di Guthrie, la voce della Fraser e per le percussioni si affidano alla drum machine, molto in voga in quel periodo, ma che diverrà un loro tratto distintivo e che useranno fin quasi alla fine della loro carriera.
Il successivo LP del gruppo, Head over Heels, vide la presenza dei due membri rimasti. In questo album cominciò a delinearsi il sound che contraddistinguerà la band, creato dalla potente carica visionaria e onirica dell'eterea voce della Fraser e dalla chitarra tintinnante e piena di effetti di Guthrie. Come i suoi dissimili predecessori anche questo lavoro fu ben accettato da pubblico e critica.
Nel 1983 la band prese parte al progetto This Mortal Coil, con il quale realizzarono la cover del brano di Tim Buckley Song to the Siren, ed è in questa occasione che i due incontrarono Simon Raymonde, che all'epoca suonava nei Drowning Craze, il quale decise di unirsi alla band come bassista.
Con Raymonde la band pubblicò album ed EP molto apprezzati, soprattutto dalla critica, dove proposero il loro nuovo sound. Questi includono The Spangle Maker (1984), Treasure (1984, considerato da molti il capolavoro della band), Aikea-Guinea (1985), Tiny Dynamine, Echoes in a Shallow Bay (1985), e Love's Easy Tears (1986).
Raymonde fu in seguito contattato per la registrazione del secondo album dei This Mortal Coil e di conseguenza non prese parte alla realizzazione del quarto LP dei Cocteau, Victorialand (1986), che per via di questa mancanza si rivelerà essere un lavoro prettamente acustico.
Raymonde ritornò nel gruppo per The Moon and the Melodies (1986), che vide la collaborazione del gruppo con Harold Budd, un compositore di musica ambient. L'album infatti non uscì sotto il nome di Cocteau Twins, bensì con i cognomi dei componenti del progetto, Budd-Raymonde-Guthrie-Fraser.
Nel 1985 la 4AD firmò un accordo con la Relativity Records per poter distribuire la musica dei Cocteau negli Stati Uniti e in altri paesi. Per celebrare l'evento viene pubblicato The Pink Opaque, una sorta di raccolta del meglio del gruppo per proporlo al nuovo pubblico. Nel 1988, mentre era ancora sotto contratto con la 4AD, la band firmò il suo primo contratto con una major, la Capitol Records, con la quale poté pubblicare negli USA e per la quale pubblicò Blue Bell Knoll, il quinto LP, nell'ottobre di quell'anno.

### I primi anni '90
Lo stile che il gruppo aveva creato sperimentando in Blue Bell Knoll toccò l'apice in Heaven or Las Vegas, pubblicato nel 1990. Quest'ultima fu la pubblicazione che ottenne maggiore successo commerciale, ed entrò nelle zone alte delle classifiche del Regno Unito.
Tuttavia, nonostante il successo dell'album e del trionfante tour che ne seguì, non tutto andava per il meglio.
Dopo la pubblicazione dell'ultimo album, il gruppo chiuse definitivamente i ponti con la 4AD per via di alcune incomprensioni con il suo presidente, Ivo Watts-Russel, e furono vicini alla rottura per via dei problemi di alcol e droga di Robin Guthrie. Durante il tour di Heaven or Las Vegas il gruppo firmò un contratto con la Fontana Records, filiale della Mercury Records, per la Gran Bretagna e il resto del mondo, mentre avevano ancora l'accordo con la Capitol per la distribuzione negli Stati Uniti. Nel 1991 la 4AD, insieme alla Capitol pubblicò un box set contenente tutto il materiale contenuto negli EP dal 1982 al 1990, insieme a brani rari e alcuni inediti.
Il settimo album del gruppo, Four-Calendar Café, fu pubblicato verso la fine del 1993. Questo lavoro si differenzia molto dagli album precedenti, in primis per la mancanza di sperimentalismo e per gli arrangiamenti molto meno curati. In più, la Fraser canta in inglese, abbandonando le liriche incomprensibili per le quali era stata tanto lodata. Per questi e altri motivi per la prima volta ci furono opinioni contrastanti sulla nuova direzione intrapresa dal gruppo. La critica li accusava di essersi commercializzati dopo aver conosciuto e per replicare il successo di pubblico ottenuto con Heaven or Las Vegas, mentre il pubblico continuava ad osannarli per aver preso una strada più ottimista e accessibile. I Cocteau Twins, dal canto loro, giustificarono questa loro svolta considerandola una rinascita dopo un periodo buio, in quanto Guthrie si era disintossicato da alcol e droghe, e Fraser era stata in terapia dopo una forte depressione. I due hanno avuto una lunga storia dalla quale nacque nel 1989 Lucy-Belle Guthrie, anch'ella attualmente musicista.

### Gli ultimi lavori e la rottura
Nel 1995 furono pubblicati due nuovi EP: Twinlights e Otherness. Il primo consiste in quattro canzoni acustiche costituite solo da voce, piano e chitarra acustica. Il secondo vede la collaborazione di Mark Clifford, membro dei Seefeel, ed è invece un album elettronico, costituito da alcuni remix di brani dei Cocteau. Il sound è ormai totalmente diverso da quello degli esordi, tanto è vero che entrambi gli album vengono classificati come sperimentali.
Nel 1996 esce l'ottavo album, Milk and Kisses, dove la band tenta il ritorno al passato con Guthrie che riprende la chitarra elettrica e la Fraser che ricomincia ad oscurare i suoi testi, anche se non del tutto. Tuttavia, il risultato non fu tanto diverso dall'album precedente. Furono estratti due singoli, Tishbite e Violaine.
Dopo aver assunto un nuovo chitarrista e un batterista, la band partì per un tour che prevedeva performance dal vivo e apparizioni televisive. L'ultimo brano pubblicato dal gruppo fu Touch upon Touch, che venne proposto diverse volte durante show televisivi e che registrarono solo nel '96. Questo brano, insieme a Tranquil Eye, fu scritto per Faye Wong, un'artista cinese, e fu inserito in Fu Zao, il suo album d'esordio.
Nel 1997, mentre stavano registrando alcune delle canzoni che avrebbero fatto parte del nono LP, il gruppo decise definitivamente di sciogliersi, soprattutto dopo i contrasti nati dopo la fine della relazione tra Guthrie e Fraser. Alcune canzoni erano già pronte, ma decisero di comune accordo di non pubblicarle.
I fan comunque non rimasero delusi del tutto in quanto nel 1999 Guthrie e Raymonde pubblicarono un live intitolato BBC Session, contenente tutte le esibizioni eseguite dal gruppo alla radio britannica dall'83 al '96, insieme a materiale raro ed inedito.
Nel 2000 la 4AD pubblicò Stars and Topsoil, una raccolta di tutti i brani più famosi pubblicati dalla band, rimasterizzati da Robin Guthrie, durante il loro sodalizio con la casa discografica. Tre anni dopo sempre la 4AD pubblicò tutti gli album del gruppo in versione rimasterizzata.

### Il "dopo Cocteau Twins"
Tutti i membri del gruppo sono rimasti attivi musicalmente dopo il suo scioglimento.
Guthrie e Raymonde hanno fondato un'etichetta discografica, Bella Union Records, con la quale producono altri artisti. Simon Raymonde ha esordito come solista con Blame Someone Else.
Ha anche prodotto gli album postumi di Billy Mackenzie degli Associates, poi ha anche prodotto diversi artisti della casa discografica Domino Records come James Yorkston, Archie Bronson Outfit (di cui è manager) e Clearlake. Più recentemente ha prodotto la band popolare inglese The Duke Spirit e ha mixato The End Of History, album di Fionn Regan.
Robin Guthrie ha pubblicato il primo album da solista Imperial e fa musica con la sua nuova band Violet Indiana; ha anche composto la colonna sonora per il film Mysterious Skin. Ha collaborato nuovamente con Harold Budd in due suoi album: Before The Day Breaks e After The Night Falls. Questo connubio può essere visto come una continuazione di The Moon and the Melodies.
Elizabeth Fraser ha cantato nel singolo dei Future Sound of London, Lifeforms (1993), e in tre canzoni dell'album dei Massive Attack, Mezzanine, nel 1998 (con i quali si è esibita varie volte nei loro tour), nelle colonne sonore premio Oscar dei primi due episodi della saga cinematografica de Il Signore degli Anelli, La Compagnia dell'Anello e Le due torri, e in altri lavori di altri gruppi meno conosciuti.
Il 31 gennaio 2006 la band avrebbe dovuto riunirsi per un concerto tributo ma il live fu cancellato per via della Fraser che si giustificò dicendo di avere problemi personali.
Nel 2006, la 4AD ha pubblicato Lullabies to Violaine, un box set contenente tutto il materiale presente negli EP.
Il 6 agosto e il 7 agosto 2012 Elizabeth Fraser parteciperà al Meltdown Festival di Londra, curato da Antony (Antony and the Johnsons) per due esibizioni live, dopo 14 anni di assenza dal palcoscenico (ad eccezione delle brevi apparizioni on stage con i Massive Attack nel 2006).

## Formazione
Ultima
- Elizabeth Fraser – voce (1981-1997)
- Robin Guthrie – chitarra, tastiere (1979-1997)
- Simon Raymonde – basso, tastiere (1983-1997)

Ex-componenti
- Will Heggie – basso (1979-1983)

## Discografia

### Album in studio
- 1982 - Garlands (4AD)
- 1983 - Head over Heels (4AD)
- 1984 - Treasure (4AD)
- 1986 - Victorialand (4AD)
- 1986 - The Moon and the Melodies (4AD) con Harold Budd, a firma "Budd Fraser Guthrie Raymonde"
- 1988 - Blue Bell Knoll (4AD)
- 1990 - Heaven or Las Vegas (4AD)
- 1993 - Four-Calendar Café (Fontana Records)
- 1996 - Milk and Kisses (Fontana Records)

### Raccolte
- 1985 - The Pink Opaque (4AD/Relativity Records)
- 1991 - The Box Set
- 1999 - BBC Sessions
- 2000 - Stars and Topsoil
- 2005 - Lullabies to Violaine: Singles and Extended Plays 1982-1996
- 2006 - Lullabies to Violaine, Volume 1
- 2006 - Lullabies to Violaine, Volume 2
- 2018 - Treasure Hiding: The Fontana Years

### EP
- 1982 - Lullabies (4AD)
- 1983 - Peppermint Pig (4AD)
- 1983 - Sunburst and Snowblind (4AD)
- 1984 - The Spangle Maker (4AD)
- 1985 - Aikea-Guinea (4AD)
- 1985 - Tiny Dynamine (4AD)
- 1985 - Echoes in a Shallow Bay (4AD)
- 1986 - Love's Easy Tears (4AD)
- 1993 - Snow (Fontana Records)
- 1995 - Twinlights (Fontana Records)
- 1995 - Otherness (Fontana Records)

### Singoli
- 1983 - Sugar Hiccup
- 1983 - Who's Fooling Who / Speak No Evil
- 1983 - Peppermint Pig / Laugh Lines
- 1984 - Pearly-Dewdrops' Drops / Pepper-Treex
- 1985 - Aikea-Guinea / Kookaburra
- 1986 - Love's Easy Tears / Those Eyes, That Mouth
- 1988 - A Kissed Out Red Floatboat
- 1988 - Carolyn's Fingers
- 1990 - I Wear Your Ring
- 1990 - Iceblink Luck (4AD)
- 1990 - Heaven or Las Vegas (4AD)
- 1992 - Athol-Brose
- 1993 - Summerhead
- 1993 - Evangeline (Fontana Records)
- 1993 - Snow
- 1994 - Bluebeard
- 1996 - Serpentskirt
- 1996 - Tishbite (Fontana Records)
- 1996 - Violaine (Fontana Records)

## Videografia

### DVD
- 1996 - Tishbites (DVD)

### Videoclip
- 1984 - Song to the Siren
- 1984 - Pearly-Dewdrops' Drops
- 1985 - Aikea-Guinea
- 1986 - Love's Easy Tears
- 1987 - Crushed
- 1988 - Carolyn's Fingers
- 1988 - Cico Buff
- 1990 - Iceblink Luck
- 1990 - Heaven or Las Vegas
- 1993 - Evangeline
- 1994 - Bluebeard
- 1995 - Rilkean Heart*